# Juncus cyperoides
Juncus cyperoides là một loài thực vật có hoa trong họ Juncaceae. Loài này được Laharpe mô tả khoa học đầu tiên năm 1825.